# Willem Abraham Wijthoff

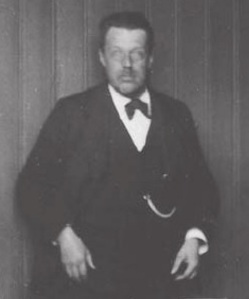
Willem Wijthoff

Willem Abraham Wijthoff, im Englischen auch Wythoff zitiert, (* 1865 in Amsterdam; † 1939 ebenda) war ein niederländischer Mathematiker.
Wijthoff war der Sohn eines Arbeiters in einer Zuckerfabrik. Er studierte Mathematik in Amsterdam, wo er 1898 promoviert wurde. 1899 bis 1929 war er Mitarbeiter der Review-Zeitschrift „Revue Semestrielle des Publications Mathématiques“.
Wijthoff beschäftigte sich mit Zahlentheorie und im Anschluss an Ludwig Schläfli mit der Theorie von Polyedern. Wijthoff fand eine Konstruktion (Wythoffs Kaleidoskop-Konstruktion) von regulären Polyedern direkt aus ihren Symmetriegruppen. Seine Arbeiten wurden später von H. S. M. Coxeter weitergeführt.
Daneben ist er als Urheber des Wythoff-Spiels bekannt: Zwei Spieler nehmen abwechselnd Steine von zwei Haufen mit einer beliebigen Zahl von Steinen. Entweder nehmen sie eine beliebige Anzahl Steine von einem Haufen oder die gleiche Anzahl von beiden Haufen. Wer den letzten Stein nimmt, gewinnt. Die Lösung wird durch Fibonacci-Zahlen gegeben.

## Verweise und Anmerkungen
1. ↑  Willem Abraham Wythoff im Mathematics Genealogy Project (englisch) abgerufen am 21. Februar 2025.
2. ↑  Coxeter behandelt die Kaleidoskop-Konstruktion von Wijthoff auf S. 196 in seinen Regular Polytopes, Dover 1973. Er erwähnt auf S. 261 eine Projektion des {5,3,3}-Polytops, gezeichnet von Wijthoff mit über 1200 Kanten.
3. ↑  Wijthoff: A modification of the game of Nim, Nieuw Archief voor Wiskunde. Tweede reeks 7, 1907, S. 199–202
4. ↑  Coxeter: The golden section, phyllotaxis, and Wythoff’s game, Scripta Mathematica 19, 1953, S. 135–143

| Personendaten    | Personendaten                 |
| ---------------- | ----------------------------- |
| NAME             | Wijthoff, Willem Abraham      |
| KURZBESCHREIBUNG | niederländischer Mathematiker |
| GEBURTSDATUM     | 1865                          |
| GEBURTSORT       | Amsterdam                     |
| STERBEDATUM      | 1939                          |
| STERBEORT        | Amsterdam                     |